# Étienne Gilson
Étienne Henri Gilson, född 13 juni 1884 i Paris, Frankrike, död 19 september 1978 i Auxerre, Frankrike, var en fransk filosof och historiker. Han har fått betydelse med sin thomistiska filosofi och för den kontinentala kristdemokratin.

## Biografi
Gilson var professor i medeltidens filosofiska historia från 1921 till 1932 vid Sorbonne, där han tidigare hade studerat. Därefter utnämndes han till professor för avdelningen för medeltidens filosofi vid Collège de France. År 1929 var han en av grundarna av Pontifical Institute of Medieval Studies i Toronto, Kanada. Även om Gilson främst var filosofihistoriker, var han en av frontfigurerna i den Romersk-katolska nythomistiska rörelsen, vilken hade instiftats 1879 i och med påve Leo XIII:s encyklika Aeterni Patris. Gilson valdes in i Académie Française år 1946.

## Hans verk
Gilson tog sig an att analysera thomismen från ett historievetenskapligt perspektiv. Enligt Gilsons synsätt, är inte thomismen identisk med skolastisism, utan snarare en revolt mot den. Gilson menade att filosofin fallit sönder till en vetenskapssyn som ledde till ett uppgivande av människans rätt att döma och att styra naturen. Synen på människan i denna vetenskap var endast som en del av naturen. Detta leder, enligt Gilsons mening, till vårdslösa sociala experiment, vilka i sin tur slutar i ödeläggelse av människors liv och samhällets institutioner. Som en räddning från dessa filosofiska system såg Gilson Thomas av Aquino, och han var övertygad om att en nyläsning av denne skulle leda filosofin ut ur farozonen.
Gilson var en mycket produktiv författare, och hans verk om filosofins historia, särskilt medeltidens filosofi, är lästa och diskuterade i vida kretsar.  

## Skrifter i engelsk översättning
- The Spirit of Mediaeval Philosophy, University of Notre Dame Press, 191, ISBN 0-268-01740-9
- Moral values and the moral life,: The system of St. Thomas Aquinas, B. Herder, 1931
- Methodical Realism, Christendom Press, 1990, ISBN 0-931888-36-0
- The Christian Philosophy of St. Thomas Aquinas, University of Notre Dame Press, 1994, ISBN 0-268-00801-9

## Skrifter i original
- La Liberté chez Descartes et la Théologie, Alcan, 1913.
- Le thomisme, introduction au système de saint Thomas, Vrin, 1919.
- Études de philosophie médiévale, Université de Strasbourg, 1921.
- La philosophie au moyen-âge, vol.I : De Scot Erigène à saint Bonaventure, Payot, 1922.
- La philosophie au moyen-âge, vol.II : De saint Thomas d’Aquin à Guillaume d’Occam, Payot, 1922.
- La philosophie de saint Bonaventure, Vrin, 1924.
- René Descartes. Discours de la méthode, texte et commentaire, Vrin, 1925.
- Saint Thomas d'Aquin, Gabalda, 1925.
- Introduction à l'étude de Saint Augustin, Vrin, 1929.
- Études sur le rôle de la pensée médiévale dans la formation du système cartésien, Vrin, 1930.
- L’esprit de la philosophie médiévale, Vrin, 1932.
- Les Idées et les Lettres, Vrin, 1932.
- Pour un ordre catholique, Desclée de Brouwer, 1934.
- La théologie mystique de saint Bernard, Vrin, 1934.
- Le réalisme méthodique, Téqui, 1935.
- Christianisme et philosophie, Vrin, 1936.
- Héloïse et Abélard, Vrin, 1938.
- Dante et philosophie, Vrin, 1939.
- Réalisme thomiste et critique de la connaissance, Vrin, 1939.
- Théologie et histoire de la spiritualité, Vrin, 1943.
- Notre démocratie, S.E.R.P., 1947.
- L’être et l'essence, Vrin, 1948.
- Saint Bernard, textes choisis et présentés, Plon, 1949.
- L’École des Muses, Vrin, 1951.
- Jean Duns Scot, introduction à ses positions fondamentales, Vrin, 1952.
- Les métamorphoses de la cité de Dieu, Vrin, 1952.
- Peinture et réalité, Vrin, 1958.
- Le Philosophe et la Théologie, Fayard, 1960.
- Introduction à la philosophie chrétienne, Vrin, 1960.
- La paix de la sagesse, Aquinas, 1960.
- Trois leçons sur le problème de l’existence de Dieu, Divinitas, 1961.
- L’être et Dieu, Revue thomiste, 1962.
- Introduction aux arts du Beau, Vrin, 1963.
- Matières et formes, Vrin, 1965.
- Les tribulations de Sophie, Vrin, 1967.
- La société de masse et sa culture, Vrin, 1967.
- Hommage à Bergson, Vrin, 1967.
- Linguistique et philosophie, Vrin, 1969.
- D’Aristote à Darwin et retour, Vrin, 1971.
- Dante et Béatrice, études dantesques, Vrin, 1974.
- Saint Thomas moraliste, Vrin, 1974.